# Alfred Zienkiewicz
Alfred Zienkiewicz (ur. ?) – polski działacz partyjny i państwowy, inżynier, w latach 1972–1975 przewodniczący Miejskiej Rady Narodowej i prezydent Elbląga, w latach 1975–1981 wicewojewoda elbląski.

## Życiorys
Ukończył studia inżynierskie. Zawodowo był związany z Zakładami Mechanicznymi im. gen. K. Świerczewskiego „Zamech” w Elblągu, w latach 1970–1972 pozostawał ich dyrektorem naczelny. Został działaczem Polskiej Zjednoczonej Partii Robotniczej. Od 15 czerwca 1972 do 24 czerwca 1975 pełnił funkcję przewodniczącego Miejskiej Rady Narodowej, a od grudnia 1973 po przekształceniu samorządu prezydenta miasta. Od czerwca 1975 do 1981 zajmował stanowisko wicewojewody elbląskiego, odpowiedzialnego m.in. za inwestycje. Zasiadał w komitecie redakcyjnym „Rocznika Elbląskiego”.
Działał w środowisku łowieckim, odznaczony m.in. Brązowym Medalem Zasługi Łowieckiej.